# Leptocythere muellerfabaeformis
Leptocythere muellerfabaeformis is een mosselkreeftjessoort uit de familie van de Leptocytheridae. De wetenschappelijke naam van de soort is voor het eerst geldig gepubliceerd in 1963 door Puri.